# I like America and America likes Me
I like America and America likes Me war eine Aktion des deutschen Künstlers Joseph Beuys, die vom 21. bis zum 25. Mai 1974 in der Galerie René Block in New York stattfand.

## Hintergrund
Im Mai 1974 gelang es dem Galeristen und Freund René Block, der bereits über zehn Jahre mit Beuys zusammenarbeitete, ihn zu der Eröffnung seiner Galerie im Künstlerviertel Soho in Manhattan nach New York City zu holen. Die Galerie befand sich in der 409 West Broadway, im Schatten der Zwillingstürme des World Trade Centers, die Joseph Beuys im selben Jahr auf einer Postkarte als Multiple angelegt, mit handschriftlichem Zusatz versehen und mit dem Titel „Cosmos und Damian“, benannt nach den beiden Heiligen Cosmas und Damian, veröffentlicht hatte.

### Mythologischer Hintergrund
Der Kojote gehört zu einer in Nordamerika heimischen Hundeart, die einer kleineren Ausgabe eines Wolfs ähnelt. Von den nordamerikanischen Ureinwohnern wird der Kojote als ein heiliges Tier verehrt und spielt im Schöpfungsmythos der Ureinwohner Nordamerikas eine aktive Rolle in der Entstehung der Welt.
Beuys nahm das Tier in seine Aktion auf, weil er in ihm die elementaren Kräfte sah, die die einstigen spirituellen Energien der Indianer, aber auch deren Vertreibung, Umsiedlung oder Ermordung definierten und deren Bewusstsein unterdessen in einem technologisierten und kommerzialisierten amerikanischen Alltag und dem darin fehlenden Dialog zwischen den Ureinwohnern und den ehemals europäischen Siedlern verloren gegangen sei.
Joseph Beuys äußerte sich dazu so: „Warum arbeite ich mit Tieren, um unsichtbare Kräfte auszudrücken? - Man kann diese Energien sehr deutlich machen, wenn man ein anderes, längst vergessenes Reich betritt, in dem unermeßliche Kräfte als große Persönlichkeiten überleben. Und wenn ich versuche, mit den spirituellen Wesen dieser Gesamtheit von Tieren zu sprechen, wirft das die Frage auf, ob man nicht auch mit den höheren Wesen, diesen Gottheiten und Elementargeistern sprechen kann […] Der Geist des Kojoten ist so mächtig, dass ihn kein Mensch versteht oder was er für die Zukunft der Menschheit bedeuten kann. […] Ich glaube, ich hatte Kontakt mit dem psychologisch wunden Punkt in der Energieverteilung der USA: Das ganze amerikanische Trauma mit den Indianern, dem ‚Roten Mann‘. Man könnte sagen, dass noch eine Rechnung mit dem Kojoten zu begleichen ist, erst dann kann dieses Trauma aufgehoben werden.“

### Kultureller Hintergrund
Die Aktion „I like America and America likes Me“ fiel in eine Zeit, in der die nordamerikanische Bevölkerung besonders durch die Nachwirkungen der Ölkrise des Jahres 1973 als auch durch die Watergate-Affäre beeinflusst war. Der kriegerische Konflikt oder – wie Beuys es nannte – „das Amerikanische Trauma“ zwischen den nordamerikanischen Ureinwohnern und den ehemals europäischen Eroberern dauerte seit dem ersten Krieg im Jahr 1622 um Jamestown im heutigen Bundesstaat Virginia bis ins letzte Jahrhundert an. Im Februar 1973 besetzten Mitglieder der indianischen Widerstandsorganisation American Indian Movement zusammen mit Sympathisanten aus der Pine-Ridge-Reservation die Ortschaft Wounded Knee und riefen die unabhängige Oglala-Nation aus.
Das Indianerbild der Deutschen war indes vorwiegend durch Literatur, wie zum Beispiel die Winnetou-Romane eines Karl May und deren Verfilmungen oder durch Hollywood-Western geprägt. Im 19. Jahrhundert waren Indianer auch im Rahmen von Völkerschauen ausgestellt oder im Zoo der Öffentlichkeit vorgeführt worden.

## Ablauf der Aktion
| Szene während der Aktion (externer Weblink) - Der Kojote und der Filz 1 - Der Kojote und der Filz 2 |
| --------------------------------------------------------------------------------------------------- |

Die Aktion begann in Düsseldorf mit Beuys’ Abflug nach New York und endete mit seiner Rückkehr in Düsseldorf. Am John F. Kennedy Airport angekommen, ließ sich Beuys komplett in Filz einwickeln, weil, wie er sagte, „er nichts von Amerika sehen und von der Außenwelt isoliert sein wolle“. Anschließend wurde er von einem Ambulanzwagen in die Galerie gefahren, wo er in einem Raum der Galerie mehrere Tage mit einem Kojoten namens „Little John“ verbringen wollte. Bei der Aktion spielte Beuys mit dem Kojoten, ließ sich, verkleidet wie ein Schäfer mit Hirtenstock und Filzumhang, den Mantel von dem Tier herunterreißen und stapelte während der Aktion die Ausgaben der Tageszeitung Wall Street Journal. Das ausgelegte Stroh, vorgesehen für den Kojoten, wurde nicht angenommen. Das Tier machte es sich lieber auf den Zeitungen gemütlich, wobei es ab und an auf dieselben pinkelte. Für Beuys blieben nur noch das Stroh, die Filzbahnen, der besagte Hirtenstock und eine Triangel, die er hin und wieder betätigte. Der anfangs aggressiv-verängstigte Kojote gewann während der Aktion zunehmend an Vertrauen, so dass sich eine Beziehung zwischen Mensch und Tier aufbaute. Zum Abschied drückte Beuys den Präriewolf an sich und verstreute das Stroh, auf dem sich die beiden das Lager geteilt hatten, im Raum. Anschließend ließ sich der Künstler erneut in Filz einwickeln und wurde im Ambulanzwagen zum Flughafen zurückgebracht, ohne dass er auch nur einen einzigen Blick auf Amerika geworfen hatte – mit Ausnahme des Kojoten, der Ausgaben des Wall Street Journals und des Galerieraums. Beuys sagte später, dass er außer diesem Kojoten nichts habe sehen wollen, weil dieses von den Weißen verhasste Tier auch als ein Engel angesehen werden könne.

## Film
Ausschnitte der Aktion wurden von Helmut Wietz auf 16-mm-Film aufgezeichnet („I like America and America likes Me“. One week's performance on the occasion of the opening of the René Block Gallery, New York, May 1974, 16 mm, s/w, 37 min., Produktion by Galerie René Block und Helmut Wietz – VHS, 1981). Den in Farbe gedrehten Film ließ Beuys in schwarzweiß umkopieren, nicht nur um ihm eine stärkere plastische Gestalt zu verleihen, „sondern um vor allem die spirituelle Seite der Aktion zu betonen.“

## Ausstellung zur Aktion
Vom 3. November bis zum 28. Dezember 1979 folgte die Ausstellung, „Aus Berlin: Neues vom Kojoten“ in der Galerie Ronald Feldman Fine Arts in New York, sowie eine offene Diskussionsrunde in der Great Hall der Cooper Union am 7. Januar 1979. Im Jahre 1979 folgte auch die erste Retrospektive seines Schaffens im Guggenheim-Museum in New York.

## Rezeption
Die ungewöhnliche Aktion mit dem Kojoten verschaffte dem Künstler in Folge den Nimbus des Schamanischen. Das eher spielerische Zwiegespräch mit dem wilden Tier, der Filzumhang, der Krummstab und das rituelle Gebaren an sich boten das medienwirksame Bild eines „Heiligen Mannes“. Im Jahre 1978 fügte die Künstlerin Lili Fischer einem Artikel über „Schamanen“ ein Foto bei, das Joseph Beuys in seiner New Yorker Aktion zeigte. Von Anhängern, Interpreten und Kritikern wurden zuweilen auch die älteren Tier-Aktionen von Beuys, so „wie man dem toten Hasen die Bilder erklärt“ (1965) und „Titus Andronicus / Iphigenie“ (1969), nachträglich als so genannte schamanische Aktionen wahrgenommen und bekamen eine Bedeutung beigemessen für „die seelischen Bereiche, die empfänglich für Mythen, Magie, Riten und schamanistischen Zauber sind“, wie der Beuys-Interpret Heiner Stachelhaus 1988 bemerkte. Der Kunsthistoriker Uwe M. Schneede, der die Aktionen als Kern des Beuys'schen Werks ansah, betonte 2001 den „nomadischen Habitus“ in I like America and America likes me, worin er ein Abbild des Lebens- und Kunstprinzips der Moderne erkannte: das der Bewegung.